# Guvernul Anastasie Panu (Iași)
Guvernul Anastasie Panu (Iași) a fost un consiliu de miniștri care a guvernat Principatul Moldovei în perioada 17 ianuarie - 23 septembrie 1861.
Guvernul Anastasie Panu a demisionat la data de 23 septembrie 1861; până la formarea noului Guvern Alexandru C. Moruzi (la 5 octombrie 1861), interimatele Ministerelor au fost deținute de către directorii de Departamente.

## Componență
- Președintele Consiliului de Miniștri

Anastasie Panu (17 ianuarie - 23 septembrie 1861)
- Ministrul de interne

Anastasie Panu (17 ianuarie - 23 septembrie 1861)
- Ministrul de externe

Constantin Rolla (17 ianuarie - 23 mai 1861)
ad-int. Ioan Silion (23 mai - 23 septembrie 1861)
- Ministrul finanțelor

Petre Mavrogheni (17 ianuarie - 23 mai 1861)
ad-int. Constantin Negruzzi (23 mai - 23 septembrie 1861)
- Ministrul justiției

Constantin Hurmuzachi (17 ianuarie - 23 mai 1861)
Constantin Rolla (23 mai - 23 septembrie 1861)
- Ministrul cultelor

Gheorghe Cuciureanu (17 ianuarie - 23 mai 1861)
ad-int. Dimitrie Rosetti (23 mai - 23 septembrie 1861)
- Ministrul de război

General Ioan Em. Florescu (17 ianuarie - 17 aprilie 1861)
ad-int. Colonel Istratie Sămășescu (17 aprilie - 22 iulie 1861)
Colonel Ioan Gr. Ghica (22 iulie - 23 septembrie 1861)
- Ministrul lucrărilor publice

Dimitrie A. Sturdza (17 ianuarie - 23 mai 1861)
ad-int. Constantin Rolla (23 mai - 23 septembrie 1861)

## Sursă
- Stelian Neagoe - "Istoria guvernelor României de la începuturi - 1859 până în zilele noastre - 1995" (Ed. Machiavelli, București, 1995)

| Precedat(ă) de: Guvernul Mihail Kogălniceanu (Iași) | Guvernul Anastasie Panu (Iași) 17 ianuarie - 23 septembrie 1861 | Succedat(ă) de: Guvernul Alexandru C. Moruzi (Iași) |